# عصوية ذهبية بحرية
عصوية ذهبية بحرية (الاسم العلمي: Chryseobacterium marinum) هي نوع من البكتيريا، سلبية الغرام، تتبع جنس عصوية ذهبية.